# Thamnotettix thrax
Thamnotettix thrax är en insektsart som beskrevs av Dlabola 1965. Thamnotettix thrax ingår i släktet Thamnotettix och familjen dvärgstritar. Inga underarter finns listade i Catalogue of Life.